# تفرع ثنائي

استعمال التفرع الثنائي لإيجاد الصفر في دالة رياضية

التفرع الثنائي، أو مبدأ الديكوتومية، أسلوب رياضي يسرع حساب بعض القيم بحدود كسرية.